# アカイナケファルス
アカイナケファルス（Akainacephalus）は、アメリカ・ユタ州カイパロウィッツ層(カンパニアン期)で発見されたアンキロサウルス科の恐竜の属の一つ。模式種アカイナケファルス・ジョンソニ  Akainacephalus johnsoni一種のみが知られている。ララミディア大陸南部で発見された鎧竜標本の中で最も完全な標本がアカイナケファルスのホロタイプである。

## 発見と種

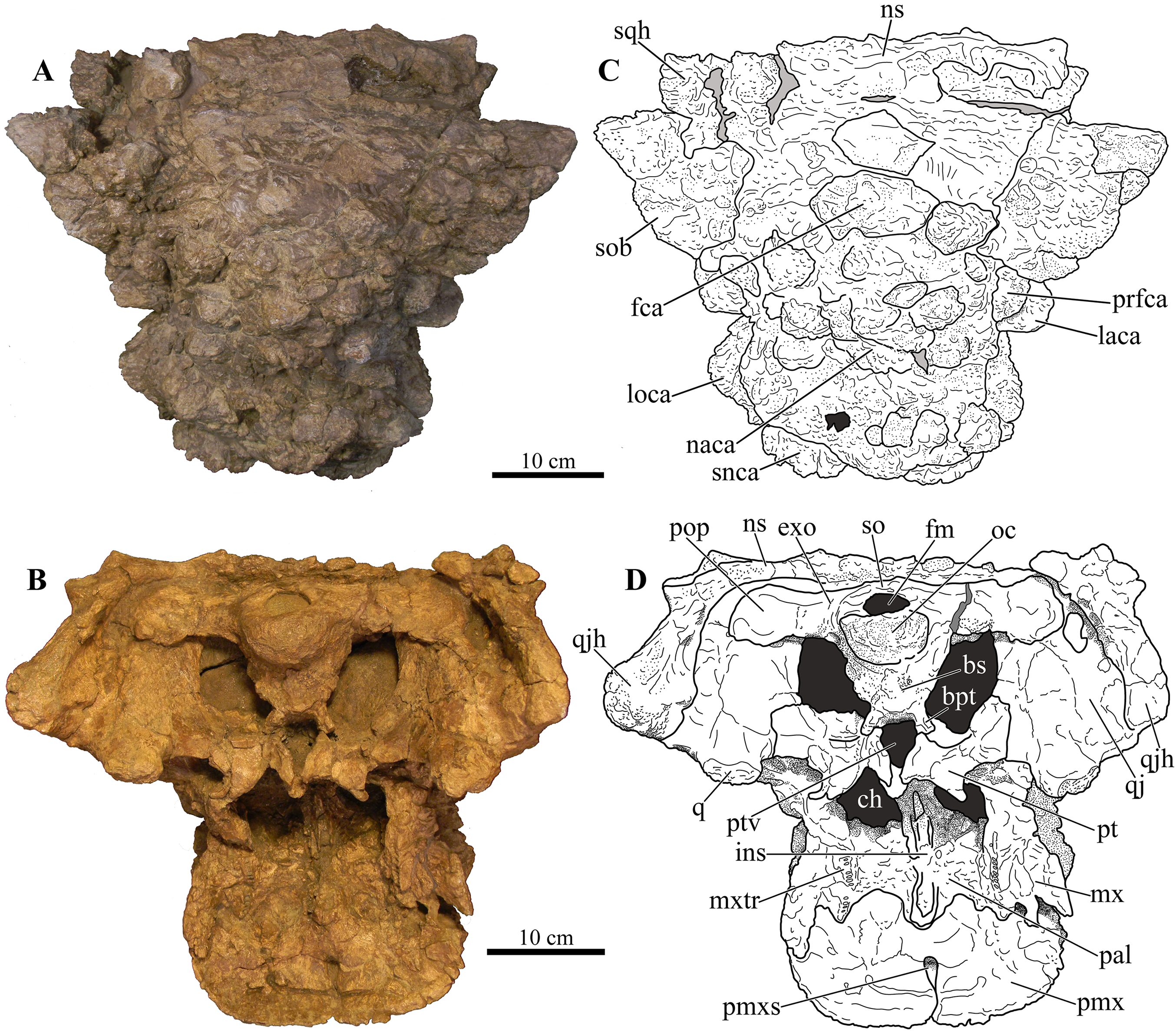
頭骨

2008年、ユタ州ケイン郡のグランド・ステアーケース・エスカランテ国立記念公園で一体のアンキロサウルス類の骨格が、この地域で初めて発見された。見つけたのはスコット・リチャードソンである。2009年、アーミスらの探検隊による発掘が完了した。頭骨は定年した化学者のランディー・ジョンソンが4年かけて無償でクリーニングを行った。その頭骨はCATスキャンで解析された。
2018年、模式種アカイナケファルス・ジョンソニが古生物学者のダッチ、ワイアスマ、アーミスらによって記載・命名された。属名はトゲの生えた頭にちなみ、古代ギリシャ語で「トゲ」を意味するἄκαινα と「頭」を意味する κεφαλή の組み合わせである。種小名はプレパレーターのランディ・ジョンソンへの献名である。
ホロタイプ UMNH VP 20202は、カイパロウィッツ層(カンパニアン後期、7597万年前)で発見された。ホロタイプは頭骨と下顎骨を含む部分骨格から成り、前歯骨、4つの胴椎、8つの仙椎、 8つの連結していない尾椎、11の棒状に連結した尾椎、テールクラブ、肋骨、両方の肩甲骨、左の烏口骨、右の上腕骨、右の尺骨、左の腸骨、左の大腿骨、左の脛骨、左の中足骨、左の趾骨、左の末節骨、2つの頸椎ハーフリング、および14の背中や腰のオステオダームで構成される。これらは全身骨格の45%を占める。ユタ州立自然史博物館のコレクションの一部である。

## 記載

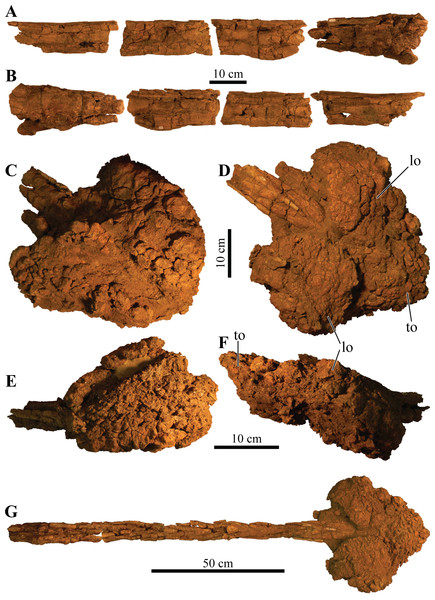
テールハンドルとクラブ

記載者はいくつかの独特の特徴を示している。これらのいくつかは固有派生形質と呼ばれる本属独自のものである。眼窩上縁が側面から見て重厚で、後方に向かって高く伸びる隆起を形成し、眼窩の上にも横に伸び、眼窩の前上隅と後端を取り囲む。頬角が三角形でほぼ垂直に下に向いている。前頭骨上に中央の大きく扁平な六角形の皮骨が存在する。前頭骨と鼻骨にまたがる帯は、対称的に配置され密集した円錐形のcaputegulaeによって覆われる。鼻骨は円錐形のcaputegulaeの明確な中央を示し、対称的に上記の皮骨から分離し、それらの側面に位置する。頭骨後部では、基底後頭骨によって形成された大脳孔の部分が後頭顆の斜め上と前に位置している。

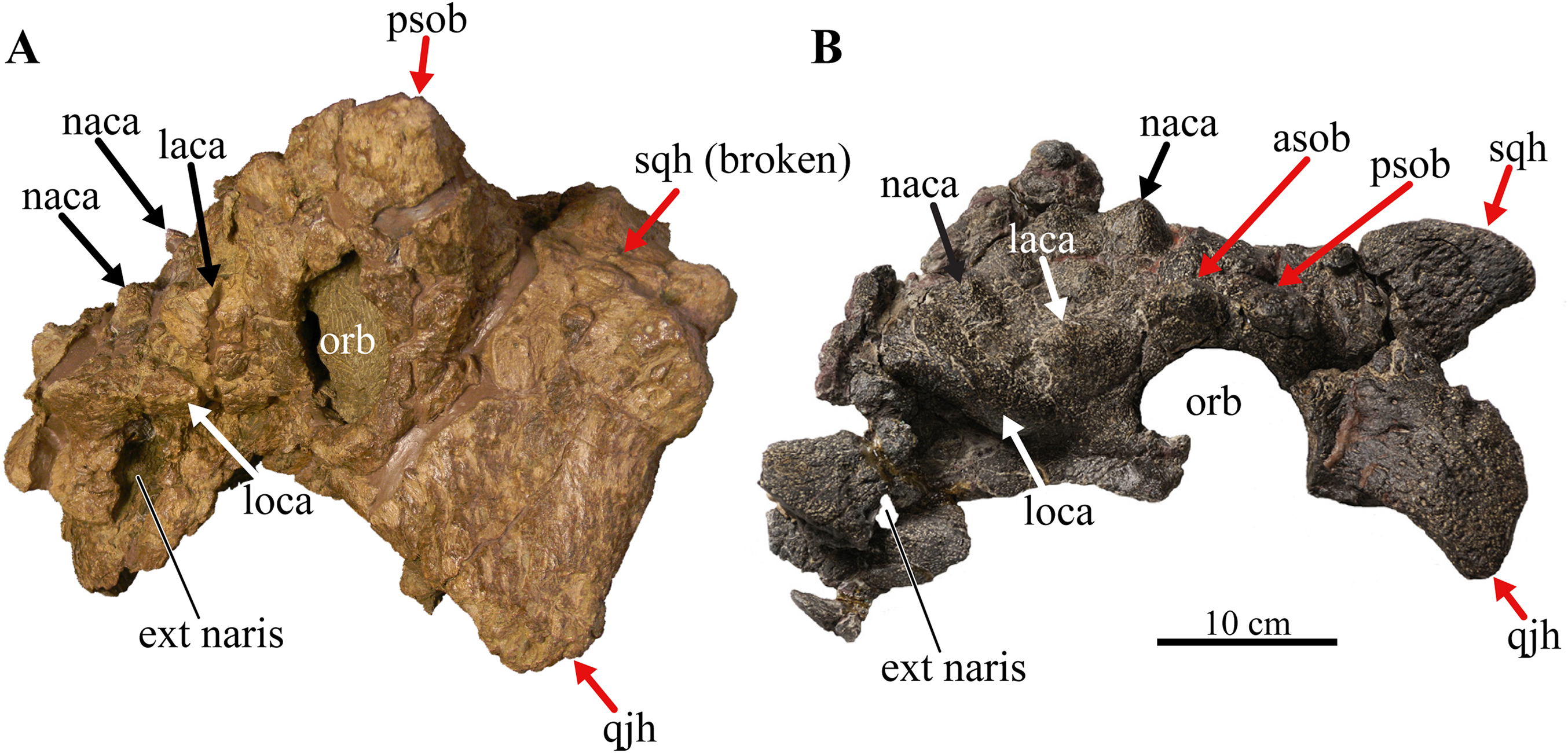
近縁なノドケファロサウルスとの頭骨比較

アカイナケファルスの頭部の装甲はノドケファロサウルスのそれと酷似している。ノドケファロサウルスはニューメキシコ州で発見されララミディア南部に生息していた近縁属である。記載論文ではアカイナケファルスが有効なタクサであることを証明するために、この二属を密に比較している。アカイナセファルスとノドケファロサウルスには、鼻孔のピラミッド型の皮骨や鼻孔の上に広がるアーマーなどの特徴が共通しているが、相違点もある。アカイナケファルスでは、前後の上眼窩の皮骨が単一の後ろ向きの高構造を形成している。ノドケファロサウルスでは、これらははるかに小さいサイズの独立した要素のままである。ノドケファロサウルスの頬角は大きな三角形でまっすぐ下を向いているが、アカイナケファルスの頬角はより小さな湾曲したヒレのように後ろに向かって曲がっている。ノドケファロサウルスの頭骨は一部しか知られていないため、比較は困難である。また、アカイナケファルスのホロタイプでは扁平角が折れていて正確な形状がわからず、頭骨全体が前後に圧縮されているため、鼻と後ろがくっついたようなくびれができ、眼窩の周囲が狭くなったり高くなったりしている。しかしノドケファロサウルスはカートランド層で300万年前の層で発見されたため、両者は別属であることを前提としている。

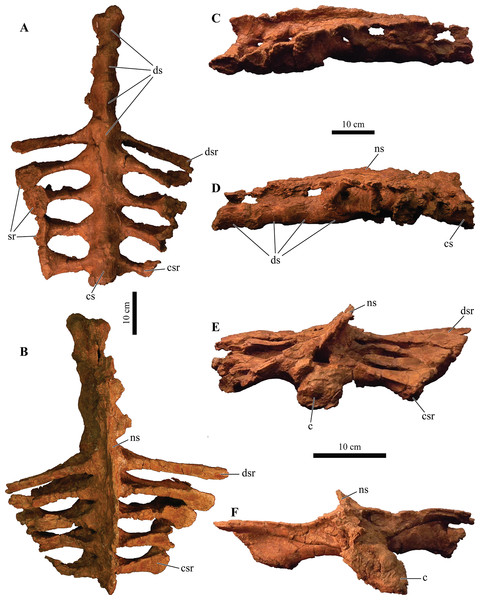
仙椎と仙尾椎

鼻骨の前の骨である前上顎骨は長さよりも幅の広いU字型の上の嘴を形成する。鼻孔の側面はアーマーで覆われていない。上顎骨歯の数は1辺あたり最低16個と推定されている。骨性の鼻孔は鼻の側面に向いている。 鼻孔はやや小さく、明確に細分化されていない。四叉骨は強く傾斜しており、顎関節は側面から見て頬骨突起の前に位置しているが、この特徴は他のアンキロサウルス類では報告されていない。

## 系統解析

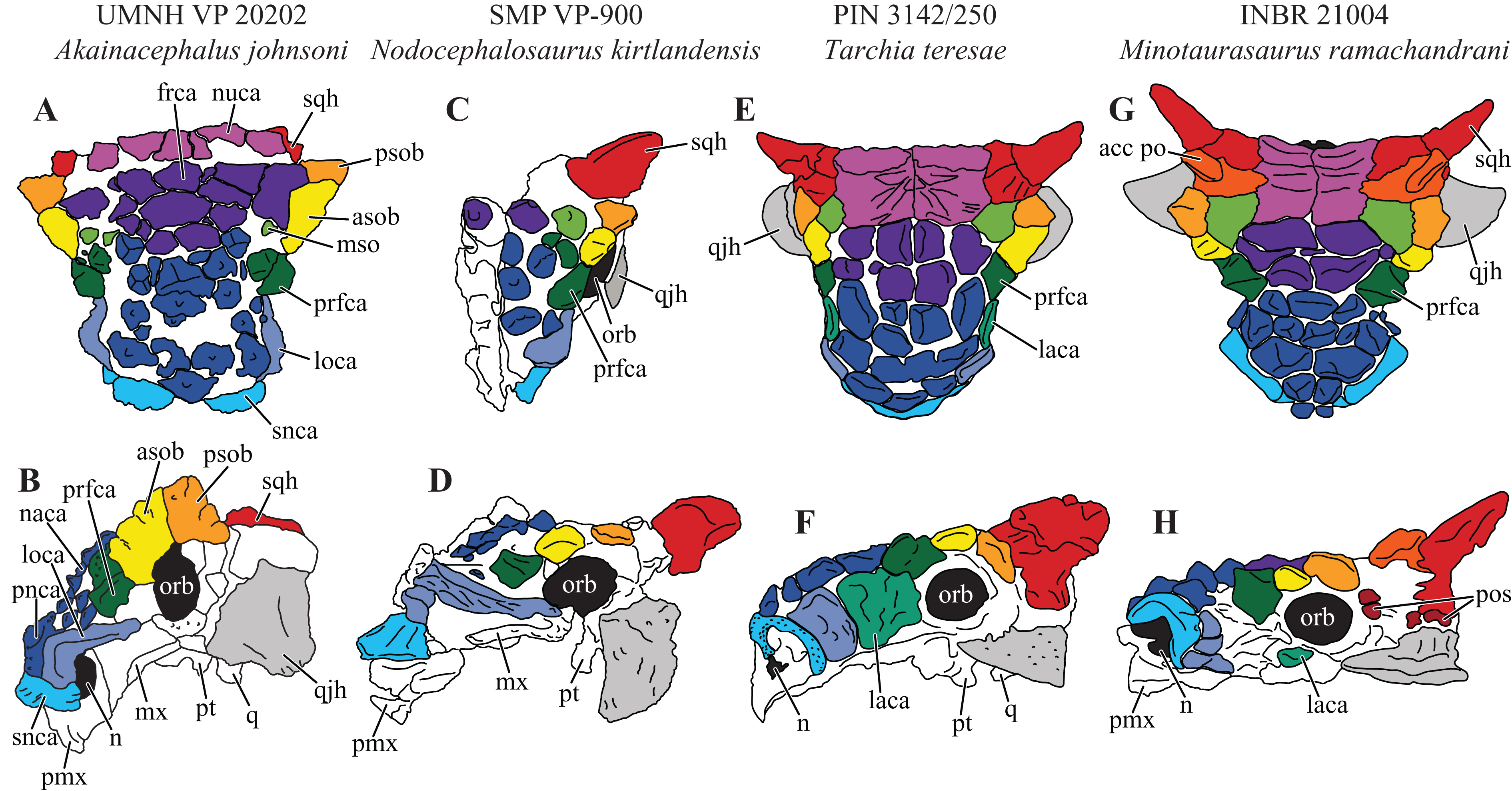
アカイナケファルスおよびその近縁属ノドケファロサウルス、サイカニア、ミノタウラサウルスの頭骨の装飾の図示

系統解析によってアカイナケファルスはララミディアのアンキロサウルス類ノドケファロサウルスと単系統を成すことがわかった。また分岐分析ら、アカイナケファルスとノドケファロサウルスはエウオプロケファルスやアンキロサウルスのような北方系のアンキロサウルス類よりも、サイカニアやタルキアのようなアジアのアンキロサウルス類との近縁性が高いことも明らかになった。この発見は、北部と南部のララミディア大陸のアンキロサウルス類の個体群の間に地方性が存在していたことを示している。さらにアカイナケファルスの発見は、海面低下によってベーリング陸橋を介経して大陸間の移動が可能になったアジアと北米の間で、少なくとも2つの動物相の遷移があったことを示している。

## 古環境

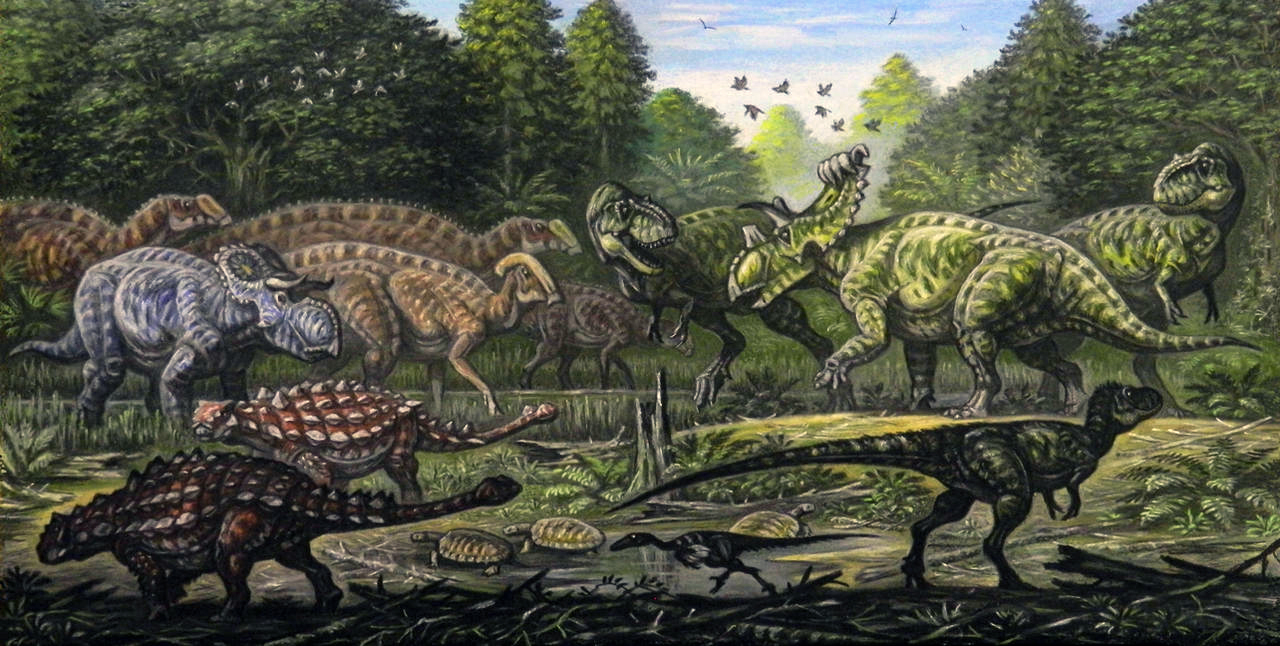
カイパロウィッツ層内におけるアカイナケファルス（左下）

白亜紀後期、カイパロウィッツ層の化石は、北米を西のララミディア大陸と東のアパラチア大陸に分断した西部内陸海路の西岸近くに位置していた。恐竜が暮らしていた台地は大きな水路と豊富な湿地帯の沼沢河川が支配する古代の氾濫原であり、高地に接していた。気候は湿潤で湿度が高く、豊富で多様な生物が生息していた。この地層は世界で最も良好に後期白亜紀の陸上生物相を記録している地層の一つである。
アカイナケファルスは自然環境をドロマエオサウルス類、トロオドン類のタロス、ティラノサウルス類のテラトフォネウス、パラサウロロフスやグリポサウルスのようなハドロサウルス類、ユタケラトプス、ナストケラトプス、コスモケラトプスのようなケラトプス類、オヴィラプトル類のハグリフスといった言った他の恐竜たちと共有していた。カイパロウィッツ層の古環境には軟骨魚類、サンショウウオ、カエル、カメ、トカゲ、ワニ、有袋類や食虫類のような多様な哺乳類も含まれていた。